# Charles Bamforth

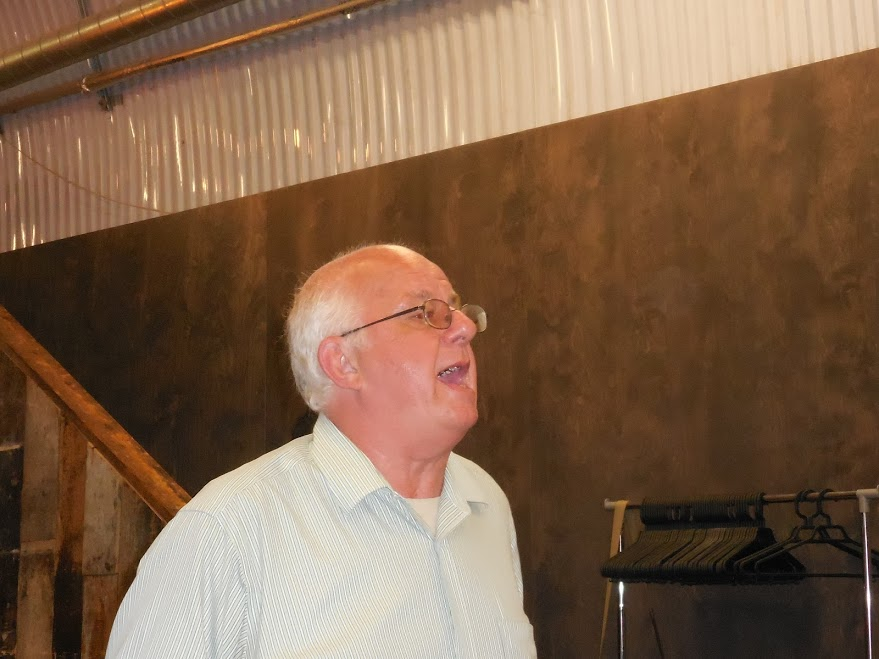
Charles Bamforth auf einer IBD-Tagung in London 2016.

Charles William Bamforth (* 13. Juni 1952 in Upholland), auch bekannt als Charlie Bamforth, ist ein auf Mälzen und Bierbrauen spezialisierter englischer Wissenschaftler. Er hält eine von Anheuser-Busch gestiftete Professur für Mälzen und Brauereiwissenschaften an der University of California, Davis.

## Leben und Werk
Charles Bamforth wurde 1952 in Großbritannien geboren, wuchs in Lancashire auf und besuchte die Upholland Grammar School. Er studierte Biochemie an der University of Hull, erhielt dort 1973 den Bachelor of Science und 1977 den Ph. D. Im folgenden Jahr schloss er sich der Brewing Research Foundation an. 1983 wurde er Leiter der Forschungs- und Qualitätssicherungsabteilung bei Bass Brewers. Im Jahr 1991 wurde Bamforth Forschungsdirektor bei Brewing Research International und erhielt zwei Jahre später den Doctor of Science von der University of Hull. Seit 1999 hält er eine von Anheuser-Busch gestiftete Professur für Mälzen und Brauereiwissenschaften an der UC Davis. Er ist Honorarprofessor an der University of Nottingham und war Gastprofessor für Brauerei an der Heriot-Watt University, von der er im Jahr 2015 den Doctor of Science erhielt.
Bamforth war von 2014 bis 2016 Vorsitzender des Institute of Brewing and Distilling (IBD). Er ist Fellow der Royal Society of Biology, der International Academy of Food Science and Technology und des Institute of Brewing and Distilling, sowie Chefredakteur des Journal of the American Society of Brewing Chemists. Charles Bamforth ist verheiratet und hat drei Kinder.

## Forschung
Zu Bamforths Forschungsschwerpunkten gehören die Untersuchung der Geschmacks- und Schaumstabilität von Bier, der Einfluss der chemischen Zusammensetzung auf die sinnliche Wahrnehmung, die Zusammensetzung und Zersetzung der Zellwände von Gerste beim Mälzen, sowie die Rolle von Bier in einer gesunden Ernährung.

## Auszeichnungen
- Cambridge Prize des Institute of Brewing (1984)[3]
- Award of Distinction der American Society of Brewing Chemists (2011)[4]

## Veröffentlichungen (Auswahl)
- Grape vs. Grain: A Historical, Technological, and Social Comparison of Wine and Beer. Cambridge University Press, 2008, ISBN 978-0-521-84937-1.
- Beer: Tap Into the Art and Science of Brewing. Oxford University Press, 2009, ISBN 978-0-19-530542-5.
- Beer Is Proof God Loves Us. FT Press, 2010, ISBN 978-0-13-706507-3.
- Foam. In: American Society of Brewing Chemists (Hrsg.): Practical Guides for Beer Quality. ASBC, 2012, ISBN 978-1-938119-00-2.
- Flavor. In: American Society of Brewing Chemists (Hrsg.): Practical Guides for Beer Quality. ASBC, 2014, ISBN 978-1-881696-23-0.

Als Herausgeber:
- Brewing: New Technologies. Woodhead Publishing, 2006, ISBN 1-84569-003-6.
- Beer: A Quality Perspective. Academic Press, 2009, ISBN 978-0-08-092609-4.
- mit Robert E. Ward: The Oxford Handbook of Food Fermentations. Oxford University Press, 2014, ISBN 978-0-19-974270-7.